# روشل فاینستین
روشل فاینستین (زادهٔ ۱۹۴۷، برانکس، نیویورک) هنرمند معاصر تجسمی آمریکایی است که چاپ، ویدیو، مجسمه و چیدمان‌هایی می‌سازد که به کاوش در زبان و فرهنگ معاصر می‌پردازند. او در سال ۱۹۹۴ به عنوان استاد رشته نقاشی و چاپ در مدرسه هنر ییل منصوب شد و تا سال ۲۰۱۷ که به درجه استاد افتخاری رسید، به عنوان مدیر مطالعات تحصیلات تکمیلی نیز فعالیت داشت.
در سال ۲۰۱۸، موزه هنرهای برانکس نخستین مرور جامع بر آثار او را در ایالات متحده با عنوان روشل فاینستین: تصویر یک تصویر برگزار کرد. این نمایشگاه پیش‌تر در سه محل اروپایی برگزار شده بود: مرکز هنر معاصر ژنو، سوئیس (۲۰۱۶)، نگارخانه شهر در لنباخ‌هاوس، مونیخ (۲۰۱۶) و کستنر گزلشافت، هانوفر (۲۰۱۷).
فاینستین هم‌اکنون در شهر نیویورک زندگی می‌کند و فعالیت هنری دارد. او توسط «فرانچسکا پیا» در زوریخ و «کامپولی پرستی» در لندن/پاریس نمایندگی می‌شود.

## اوایل زندگی و تحصیلات
فاینستین مدرک کارشناسی هنرهای زیبا (BFA) خود را از مؤسسه پرت در سال ۱۹۷۵ و مدرک کارشناسی ارشد هنرهای زیبا (MFA) را از دانشگاه مینه‌سوتا در سال ۱۹۷۸ دریافت کرد.
فاینستین از سال ۱۹۸۰ تا ۱۹۹۴ در کالج بنینگتون تدریس می‌کرد، تا اینکه در همان سال به عنوان استاد رشته نقاشی و چاپ در مدرسه هنر ییل منصوب شد. او یکی از نخستین زنانی بود که در دانشگاه ییل در حوزه هنرهای تجسمی، صاحب کرسی دائم شد. فاینستین بیش از ۳۰ سال است که به خلق نقاشی، عکاسی، ویدیو و چیدمان می‌پردازد.

## آثار
آثار فاینستین را نمی‌توان به‌راحتی در دسته‌ای خاص قرار داد، چراکه او از سبک‌ها و رسانه‌های گوناگونی استفاده می‌کند؛ از جمله چاپ سیلک اسکرین، عکاسی و اسمبلاژ، ترکیب‌بندی‌های گرافیکی با لبه‌های سخت و همچنین پرداخت‌های اکسپرسیونیستی. آثار او همواره با طنز و تیزی خاصی به فرهنگ معاصر ایالات متحده آمریکا واکنش نشان می‌دهند. «رز کورتو» در روزنامه نیویورک تایمز نوشت که آثار فاینستین «به دلیل غیرقابل پیش‌بینی بودن و اشارات طنزآمیز به فرهنگ عامه و تاریخ هنر شناخته می‌شوند».

## نمایشگاه‌های منتخب
از جمله مهم‌ترین نمایشگاه‌های فاینستین می‌توان به حضور آثارش در دوسالانه ۲۰۱۴ موزه هنر آمریکایی ویتنی اشاره کرد. همچنین، در سال ۲۰۱۸ نخستین نمایشگاه مرور آثار او در ایالات متحده با عنوان «Rochelle Feinstein: Image of an Image» در موزه هنر برانکس در شهر نیویورک برگزار شد. نمایشگاه در پیشواز ماه تاریخ زنان در مرکز هنر معاصر ژنو در سال ۲۰۱۶ نخستین نسخه از «Image of an Image» بود که در ادامه در نگارخانه شهر در لنباخ‌هاوس، مونیخ (۲۰۱۶) و کستنر گزلشافت، هانوفر (۲۰۱۷) نیز به نمایش درآمد.
از نمایشگاه‌های انفرادی اخیر او می‌توان به موارد زیر اشاره کرد:
- On Stellar Rays، نیویورک، نیویورک (۲۰۱۴[۱۳]/۲۰۱۳/۲۰۱۱)
- Higher Pictures، نیویورک، نیویورک (۲۰۱۳)
- Art Production Fund، نیویورک، نیویورک (۲۰۰۹)
- Momenta Art، بروکلین، نیویورک (۲۰۰۸)
- The Suburban، شیکاگو، ایلینوی (۲۰۰۸)[۱۰]

از نمایشگاه‌های گروهی اخیر آثار فاینستین می‌توان به موارد زیر اشاره کرد:
- موزه هنر معاصر سنت لوئیس، سنت لوئیس، میزوری (۲۰۱۵)
- The Green Gallery، میلواکی، ویسکانسین (۲۰۱۵)
- موزه هنر معاصر دانشگاه فلوریدای جنوبی، تمپا، فلوریدا (۲۰۱۴)
- Silberkuppe، برلین (۲۰۱۴)
- Martos Gallery، نیویورک، نیویورک (۲۰۱۴)
- 32 Edgewood Gallery، مدرسه هنر ییل، نیوهیون، کانتیکت (۲۰۱۴)
- New Galerie، پاریس، فرانسه (۲۰۱۲)
- Soloway، بروکلین، نیویورک (۲۰۱۳، ۲۰۱۲)
- Fredericks & Freiser، نیویورک، نیویورک (۲۰۱۲)
- International Print Center، نیویورک، نیویورک (۲۰۱۲)
- White Flag، سنت لوئیس، میزوری (۲۰۱۱)
- موزه هنر بلنتون، آستین، تگزاس (۲۰۱۰)[۱۴][۱۰]

آثار فاینستین همچنین در نمایشگاه‌های گروهی مختلف اعضای هیئت علمی کالج بنینگتون به نمایش درآمده‌اند.

## جوایز و اقامتگاه‌ها
فاینستین موفق به دریافت بورسیه‌ها، اقامتگاه‌ها و جوایز گوناگونی شده است که از جمله آن‌ها می‌توان به بورسیه گگنهایم (۱۹۹۶)، جایزه «Anonymous Was a Woman»، بورسیه بنیاد لوئیس کامفورت تیفانی، بورسیه مؤسسه مطالعات پیشرفته رادکلیف (۲۰۱۲–۲۰۱۳)، کمک‌هزینه نقاشان و مجسمه‌سازان بنیاد جوآن میچل، و کمک‌هزینه بنیاد هنر معاصر (۱۹۹۹) اشاره کرد.

## مجموعه‌ها
آثار فاینستین در مجموعه‌های خصوصی و موزه‌ای برجسته‌ای نگهداری می‌شوند؛ از جمله در موزه هنر مدرن، نیویورک و موزه هنر پرز میامی (PAMM).